# Baite a Pecetto Macugnaga
Il Baite a Pecetto Macugnaga è un dipinto, olio su tavola, del pittore italiano Carlo Bazzi realizzato nel 1897 che raffigura le baite a Pecetto borgo della montagna di Macugnaga. 
Il dipinto è di proprietà della Banca Intesa Sanpaolo e fa parte della collezione Gallerie d'Italia di Milano.